# بانجالونکا پیوارا
بانجالونکا پیوارا (انگلیسی: Banjalučka Pivara) شرکت نوشیدنی بوسنیایی است، که در سال ۱۸۷۳ تأسیس شد.